# Boston Fleet
Die Boston Fleet sind ein US-amerikanisches Fraueneishockey-Team aus Lowell, Massachusetts, das 2023 zu den sechs ligaeigenen Gründungsmannschaften (Franchises) der Professional Women’s Hockey League gehörte. Die Fleet tragen ihre Heimspiele im Tsongas Center, das zur University of Massachusetts Lowell gehört, aus. Vor den Boston Fleet gab es im Großraum Boston mit den Boston Pride aus der Premier Hockey Federation ebenfalls ein professionelles Fraueneishockeyteam.

## Geschichte

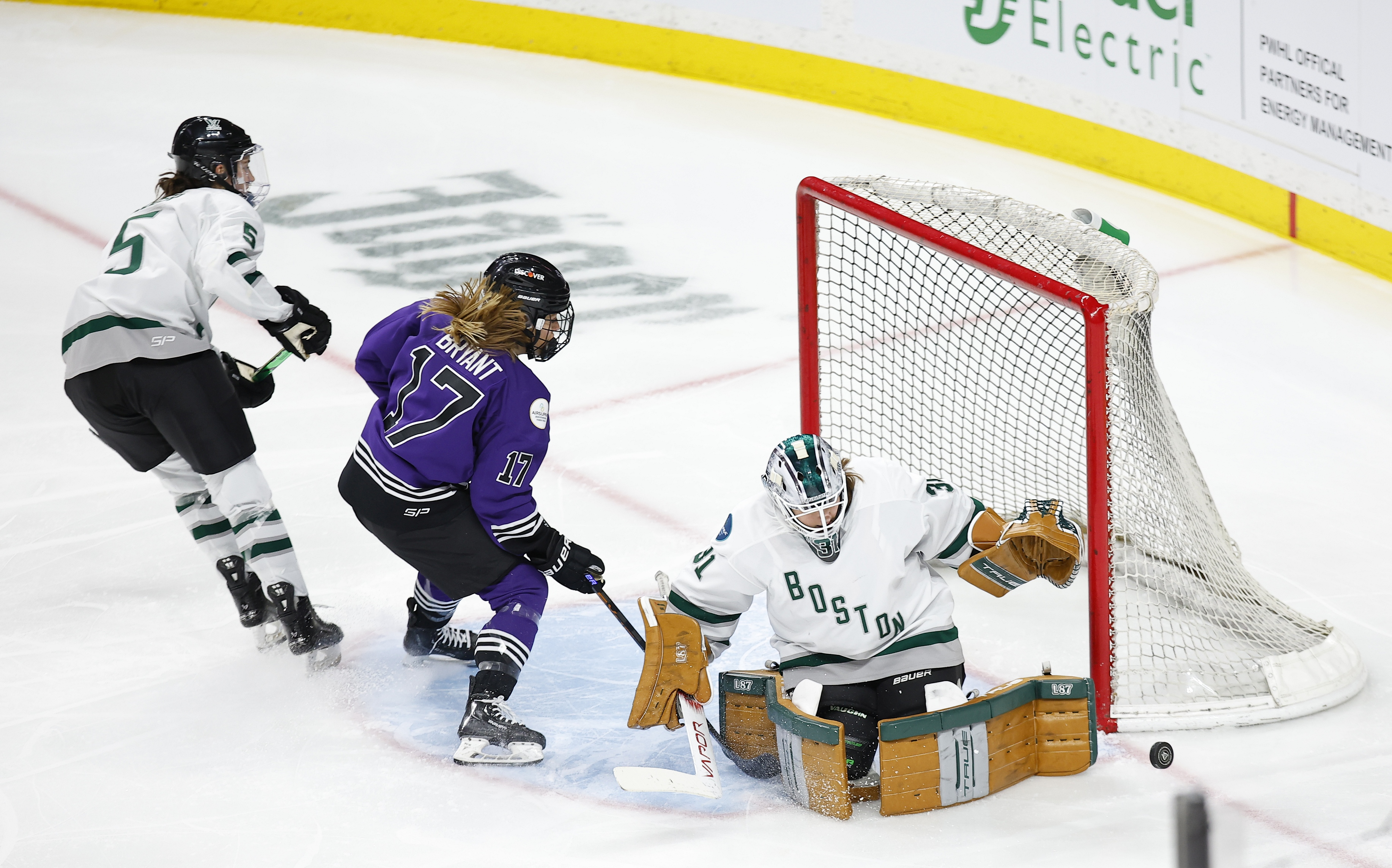
Torhüterin Aerin Frankel im Februar 2024

Die Fleet wurden 2023 als eines von sechs ligaeigenen Franchises der Professional Women’s Hockey League unter dem Namen generischen Namen PWHL Boston gegründet und gehörten damit zu den Gründungsmitgliedern der Liga. Im September 2023 wurde Danielle Marmer als erste General Managerin des Franchise vorgestellt. Wenige Tage später verpflichtete das Franchise Courtney Kessel, die zuvor Trainerin an der Boston University gewesen war, als erste Cheftrainerin.
Zu den ersten Spielerinnen des Teams gehörten mit Hilary Knight, Aerin Frankel und Megan Keller ausschließlich Mitglieder der US-amerikanischen Frauennationalmannschaft, die alle Dreijahresverträge unterschrieben.
Im PWHL Draft 2023 wählte das Team in der ersten Runde die Schweizerin Alina Müller aus. In der regulären Saison der Spielzeit 2023/24 belegte das Team aus Boston den dritten Platz und erreichte nach einem Sieg in der Halbfinalserie gegen PWHL Montréal das Playoff-Finale, in dem es dem Team Minnesota unterlag. Zur folgenden Saison wurde das Team in Boston Fleet umbenannt und erhielt eigenständige Teamfarben und ein neues Logo.

## Saisonstatistik
Legende zur Saisonstatistik: GP oder Sp = Spiele insgesamt; W oder S = Siege; L oder N = Niederlagen; T oder U = Unentschieden; OTS = Siege nach Verlängerung (Overtime);  OTN oder OL = Overtime-Niederlagen; SOS = Shootout-Siege; SOL oder SON = Shootout-Niederlagen; P oder Pkt = Punkte; Pct % = Siege in %; GF oder T = Tore; GA oder GT = Gegentore
| Saison  | Sp | S | OTS | OTN | N | Tore  | Pkt | Regular Season | Postseason      |
| ------- | -- | - | --- | --- | - | ----- | --- | -------------- | --------------- |
| 2023/24 | 24 | 8 | 4   | 3   | 9 | 50:57 | 35  | 3. Platz       | Finalniederlage |

## Cheftrainer
- Courtney Birchard-Kessel seit 2023

## Mannschaft

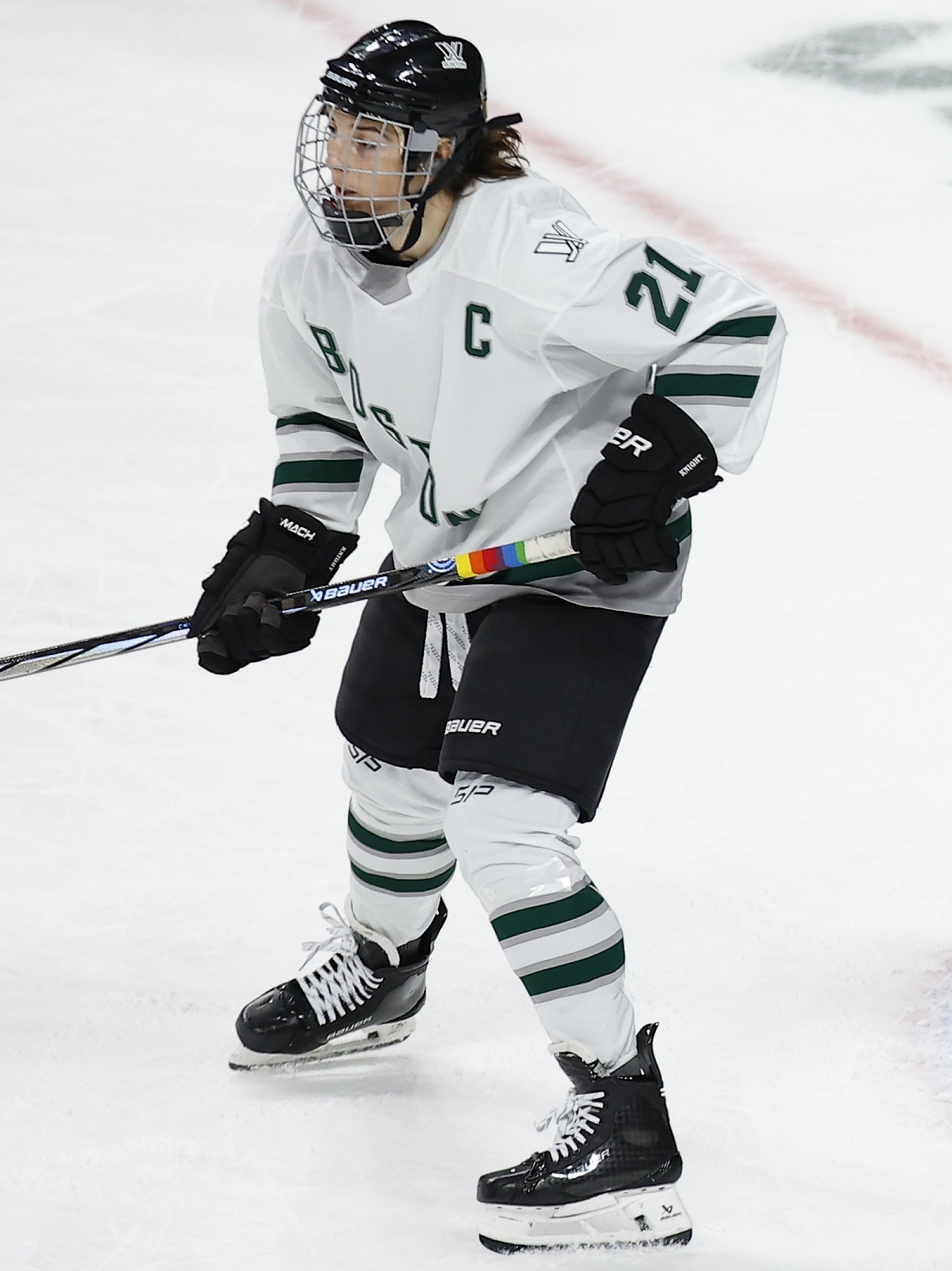
Kapitänin Hilary Knight (2024)

### Mannschaftskapitäne
- Hilary Knight seit 2023

### Bekannte Spielerinnen
- Amanda Pelkey
- Theresa Schafzahl
- Susanna Tapani
- Gigi Marvin
- Hannah Brandt
- Alina Müller